# Adesmia tristis
Adesmia tristis är en ärtväxtart som beskrevs av Julius Rudolph Theodor Vogel. Adesmia tristis ingår i släktet Adesmia och familjen ärtväxter. Inga underarter finns listade i Catalogue of Life.